# Leptepilepta
Leptepilepta is een geslacht van vlinders van de familie spinneruilen (Erebidae), uit de onderfamilie Lymantriinae.

## Soorten
- L. betschi Griveaud, 1977
- L. diaphanella (Mabille, 1897)
- L. umbrata (Griveaud, 1973)